# Sudějov
Sudějov (en allemand : Sudejow) est une commune du district de Kutná Hora, dans la région de Bohême-Centrale, en République tchèque. Sa population s'élevait à 86 habitants en 2020.

## Géographie
Petrovice II se trouve à 3,5 km au sud-est d'Uhlířské Janovice, à 15 km au sud-ouest de Kutná Hora et à 55 km à l'est-sud-est de Prague.
La commune est limitée par Rašovice au nord, par Chlístovice à l'est, par Čestín à l'est et au sud, et par Petrovice II et Uhlířské Janovice à l'ouest.

## Histoire
La première mention écrite de la localité date de 1720.

## Transports
Par la route, Sudějov se trouve à 4 km d'Uhlířské Janovice, à 20 km de Kutná Hora et à 75 km de Prague.